# Колдаис
Колдаис — река в Камешкирском, Городищенском и Шемышейском районах Пензенской области. Левый приток Суры.
Длина реки составляет 47 км. Площадь водосборного бассейна — 430 км².

## Данные водного реестра
По данным государственного водного реестра России относится к Верхневолжскому бассейновому округу, водохозяйственный участок реки — Сура от истока до Сурского гидроузла, речной подбассейн реки — Сура. Речной бассейн реки — (Верхняя) Волга до Куйбышевского водохранилища (без бассейна Оки).
Код объекта в государственном водном реестре — 08010500112110000035505.